# Cynthia Clopper
Cynthia G. Clopper (* um 1975) ist eine amerikanische Linguistin, Phonologin und Kognitionswissenschaftlerin. Sie ist Professorin an der Ohio State University.

## Werdegang
Cynthia Clopper machte 1999 einen Bachelor of Arts an der Duke University in Linguistik und Russisch. Anschließend wechselte sie an die Indiana University, wo sie nach einem 2001 erlangten Master-Abschluss 2004 in Linguistik und Kognitionswissenschaften promoviert wurde. Es folgten zwei jeweils einjährige, von den National Institutes of Health finanzierte Postdocstellen im Labor für Sprachforschung (Speech Research Laboratory) des Fachbereichs Psychologie der Indiana University (2004–2005) und am Linguistikdepartment der Northwestern University (2005–2006).
2006 verließ sie Northwestern und wurde Assistant Professor im Linguistik-Department der Ohio State University (OSU). 2012 wurde sie dort Associate Professor, 2017 erhielt sie eine Vollprofessur. Ab 2018 stand sie dem Fachbereich Linguistik der OSU geschäftsführend vor, seit 2019 ist sie reguläre Departmentsvorsitzende.
Sie ist bzw. war Mitglied in den wissenschaftlichen Herausgebergremien mehrerer Fachzeitschriften, darunter des Journal of the Acoustical Society of America (2011 bis 2017) und des Journal of Phonetics (seit 2012). Gemeinsam mit Holger Mitterer von der Universität Malta ist sie seit 2018 Chefherausgeberin des Journals Language and Speech. Von 2018 bis 2020 war sie stellvertretende Vorsitzende der Association for Laboratory Phonology, seit 2020 ist sie die Vorsitzende der Gesellschaft mit Mandat bis 2022.

## Forschungstätigkeit
Cynthia Cloppers Forschungsschwerpunkt ist der Einfluss von Variabilität auf die Verarbeitung gesprochener Sprache. Insbesondere befasst sie sich mit den Effekten territorialer Mobilität auf lexikalische Verarbeitung und Anpassung der Wahrnehmung, etwa mit regionalen Varianten des gesprochenen amerikanischen Englisch.
Die Publikations- und Zitationsdatenbank Google Scholar wies Clopper im November 2022 als Verfasserin oder Mitautorin von über 100 Fachbeiträgen und einem h-Index von 30 aus.

## Veröffentlichungen (Auszug)
- Cynthia G. Clopper, David B. Pisoni, Kenneth de Jong: Acoustic characteristics of the vowel systems of six regional varieties of American English. In: The Journal of the Acoustical Society of America. Band 118, Nr. 3, 1. September 2005, S. 1661–1676, doi:10.1121/1.2000774 (englisch, Online).
- Cynthia G. Clopper, David B. Pisoni: Some acoustic cues for the perceptual categorization of American English regional dialects. In: Journal of Phonetics. Band 32, Nr. 1, 1. Januar 2004, S. 111–140, doi:10.1016/S0095-4470(03)00009-3 (englisch, Online).
- Cynthia G. Clopper, David B. Pisoni: Homebodies and army brats: Some effects of early linguistic experience and residential history on dialect categorization. In: Language Variation and Change. Band 16, Nr. 1, März 2004, S. 31–48, doi:10.1017/S0954394504161036 (englisch, Online).
- Cynthia G. Clopper, David B. Pisoni: Effects of Talker Variability on Perceptual Learning of Dialects. In: Language and Speech. Band 47, Nr. 3, 1. September 2004, S. 207–238, doi:10.1177/00238309040470030101 (englisch).
- Cynthia G. Clopper, Rajka Smiljanic: Effects of gender and regional dialect on prosodic patterns in American English. In: Journal of Phonetics. Band 39, Nr. 2, 1. April 2011, S. 237–245, doi:10.1016/j.wocn.2011.02.006 (englisch, Online).